# Zanthoxylum subspicatum
Zanthoxylum subspicatum är en vinruteväxtart som beskrevs av Joseph Marie Henry Alfred Perrier de la Bâthie. Zanthoxylum subspicatum ingår i släktet Zanthoxylum och familjen vinruteväxter. Inga underarter finns listade i Catalogue of Life.